# Pyxine albovirens
Pyxine albovirens är en lavart som först beskrevs av G. Mey., och fick sitt nu gällande namn av Aptroot 1987. Pyxine albovirens ingår i släktet Pyxine och familjen Caliciaceae.   Inga underarter finns listade i Catalogue of Life.